# Michael Schrittwieser

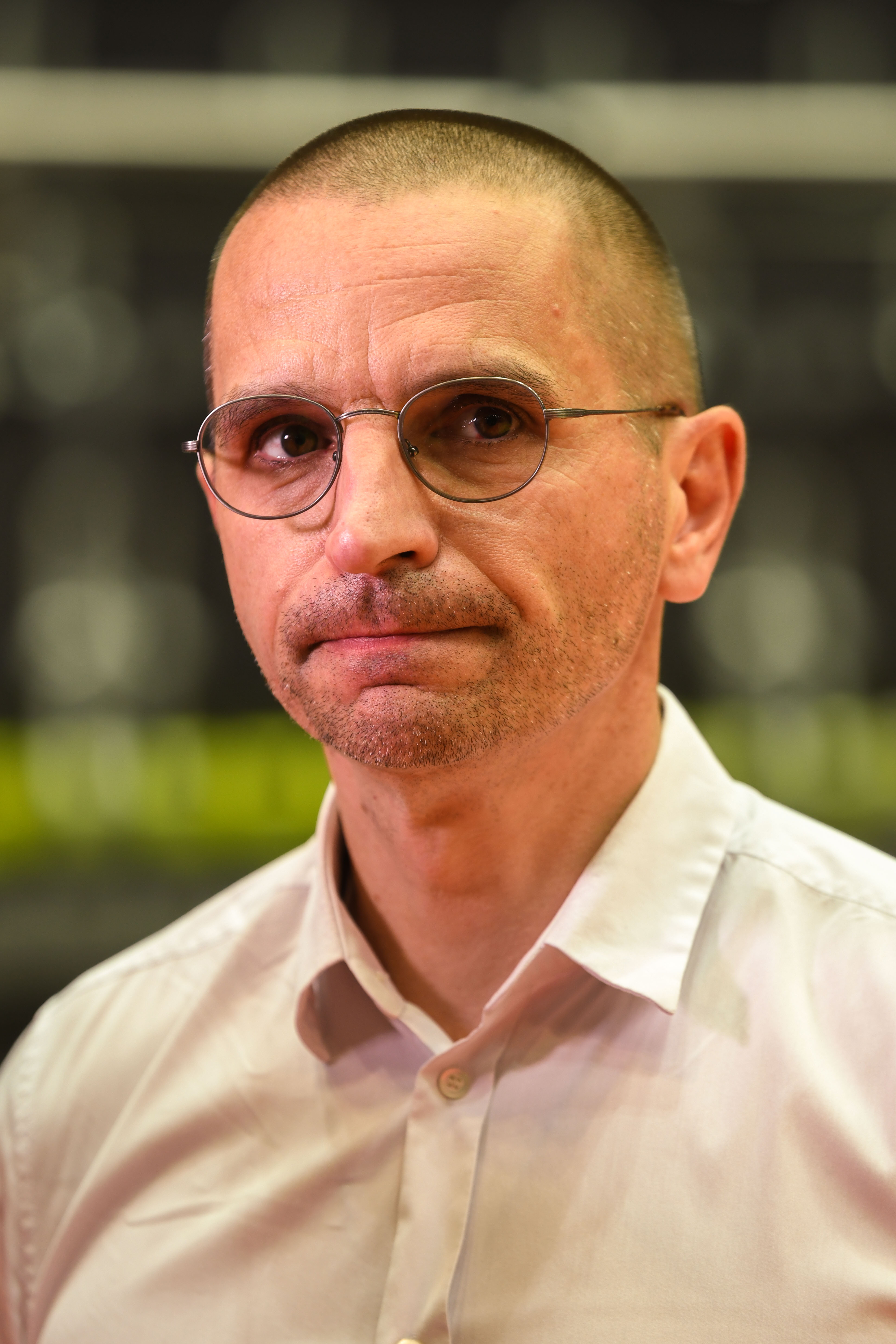
Michael Schrittwieser im Jahr 2018

Michael Schrittwieser (* 4. Juni 1967) ist ein österreichischer Basketballtrainer, -funktionär und ehemaliger Spieler. Ab 1993 bis Ende 2017 (mit einer Unterbrechung von 233 Tagen) sowie später 2022 und 2023 war er Trainer der Kapfenberg Bulls. In jeder Saison führte er die Mannschaft in die Meisterrunde. Mit fünf österreichischen Meistertiteln, vier Supercup-Titeln und drei Siegen im Cup ist Schrittwieser der erfolgreichste österreichische Basketballtrainer. Von 2001 bis 2006 war er neben seiner Tätigkeit für die Kapfenberg Bulls auch Trainer der österreichischen Nationalmannschaft. Schrittwieser studierte Sportwissenschaften und lebt in Aflenz Kurort.

## Trainerkarriere
Nachdem Schrittwieser seit der Vereinsgründung 1976 aktiver Spieler der Kapfenberg Bulls war, übernahm er im Jahr 1993 als vermeintliche „Billiglösung“ den Trainerposten der Bundesligamannschaft. Schrittwieser war zuvor schon Gesamtleiter des Vereinsnachwuchs. In der ersten Saison belegte Schrittwieser mit der Mannschaft den fünften Meisterschaftsplatz.
In den folgenden Jahren führte Schrittwieser die Mannschaft an die Spitze der österreichischen A-Liga. In den Jahren 1996 bis 1998 belegte er jeweils den dritten Endrang in der Meisterschaft, 1999 und 2000 folgten zwei Vizemeistertitel.
2001 konnte Schrittwieser nach einem Sieg in der Finalserie gegen die Wörthersee Piraten seinen ersten Meistertitel als Trainer erreichen. Auch 2002 ging der Titel nach Kapfenberg, im Finale wurden die Fürstenfeld Panthers besiegt.
Im Herbst 2002 zog sich Schrittwieser in die sportliche Leitung der Kapfenberg Bulls zurück. Seine Nachfolger waren zuerst Toni Vujanic, später Stefan Koch, der die Mannschaft auf den ersten Platz des Grunddurchganges führte und in weiterer Folge in die Finalserie gegen Gmunden. Nach zwei Niederlagen in dieser Best-of-Five-Finalserie standen die Bulls mit dem Rücken zur Wand. Schrittwieser übernahm erneut den Trainerposten, die Kapfenberg Bulls gewannen die restlichen drei Spiele und konnten sich den Meistertitel sichern.
2004 erreichte Schrittwieser mit den Bulls ebenfalls gegen Gmunden den vierten Meister in Folge, der auch jahrelang der vorerst letzte bleiben sollte. 2007 gewann Schrittwieser seinen ersten Cuptitel.
Auch in internationalen Wettbewerben waren die Bulls unter Schrittwieser regelmäßig vertreten. Das bislang beste Ergebnis wurde mit einem dritten Platz in der Central European Basketball League erreicht, nachdem alle sechs Spiele der Gruppenphase gewonnen wurden. Dieses Ergebnis war zugleich die beste Platzierung einer österreichischen Basketballmannschaft in einem internationalen Bewerb.
2014 führte er die Bulls zu ihrem zweiten Cupsieg.
Seit der Saison 2014/2015 spielt sein Sohn Tobias bei den Kapfenberg Bulls. 
2015 betrat Schrittwieser während des laufenden Halbfinalspiels seiner Kapfenberg Bulls bei den Güssing Knights das Spielfeld, stellte sich einem Schiedsrichter in den Weg und schimpfte gestikulierend auf diesen und dessen zwei Kollegen ein. Nachdem er vom Spiel ausgeschlossen wurde und ihn ein Ordner vom Feld begleiten wollte, schubste er diesen. Für dieses Verhalten erhielt Schrittwieser eine Sperre von acht Spielen und eine Geldstrafe von 3500 Euro.
Im Spieljahr 2016/17, in dem er die Bullen zum Gewinn des Meistertitels sowie des Cups führte, wurde Schrittwieser erstmals als Trainer des Jahres der Bundesliga ausgezeichnet.
Am Jahresende 2017 verließ er Kapfenberg und wechselte zum Österreichischen Basketballverband, wo er als Generalsekretär tätig wurde. Bereits ab Oktober 2015 hatte er das Amt des ÖBV-Sportdirektors inne. Im November 2018 gab er bekannt, um März 2019 den ÖBV zu verlassen und eine Anstellung in der Privatwirtschaft anzutreten. Bei den Kapfenberg Bulls wurde Schrittwieser 2019 Manager. Im Februar 2022 wurde er wieder Kapfenberger Trainer und war als solcher auch in der Saison 2022/23 als solcher tätig. Danach gab er das Amt ab und war weiterhin Manager der Kapfenberger.

## Tätigkeit als Nationaltrainer
Michael Schrittwieser übernahm im Jänner 2001 neben der Betreuung der Kapfenberg Bulls auch das Traineramt bei der österreichischen Nationalmannschaft. In seiner Tätigkeit als Nationaltrainer gewann er 13 von 28 Spielen. Gegen Mazedonien verpasste er knapp den Aufstieg in die Division A.
Im Jänner 2006 trat Schrittwieser freiwillig als Teamchef zurück. In einem offenen Brief an den damaligen Verbandspräsidenten Martin Bartenstein begründete Schrittwieser seinen Rücktritt mit der mangelnden Professionalität in der österreichischen Bundesliga und Grabenkämpfen seitens der Basketball-Funktionäre.

## Titel als Trainer
| Jahr | Titel    | Verein           |
| ---- | -------- | ---------------- |
| 2001 | Meister  | Kapfenberg Bulls |
| 2002 | Meister  | Kapfenberg Bulls |
| 2002 | Supercup | Kapfenberg Bulls |
| 2003 | Meister  | Kapfenberg Bulls |
| 2003 | Supercup | Kapfenberg Bulls |
| 2004 | Meister  | Kapfenberg Bulls |
| 2007 | Cup      | Kapfenberg Bulls |
| 2014 | Supercup | Kapfenberg Bulls |
| 2014 | Cup      | Kapfenberg Bulls |
| 2017 | Meister  | Kapfenberg Bulls |
| 2017 | Supercup | Kapfenberg Bulls |
| 2017 | Cup      | Kapfenberg Bulls |